# حفرة نخامية
الحفرة النخامية هي الجزء الأعمق في السرج التركي وتضم الغدة النخامية في داخلها.
توجد الحفرة النخامية في العظم الوتدي خلف التلم التصالبي وحديبة السرج التركي. الحفرة النخامية جزء من حفرة القحف المتوسطة.

## صور إضافية

جمجمة الإنسان بعد إزالة العظام الجدارية. تظهر الحفرة النخامية بلون أحمر.
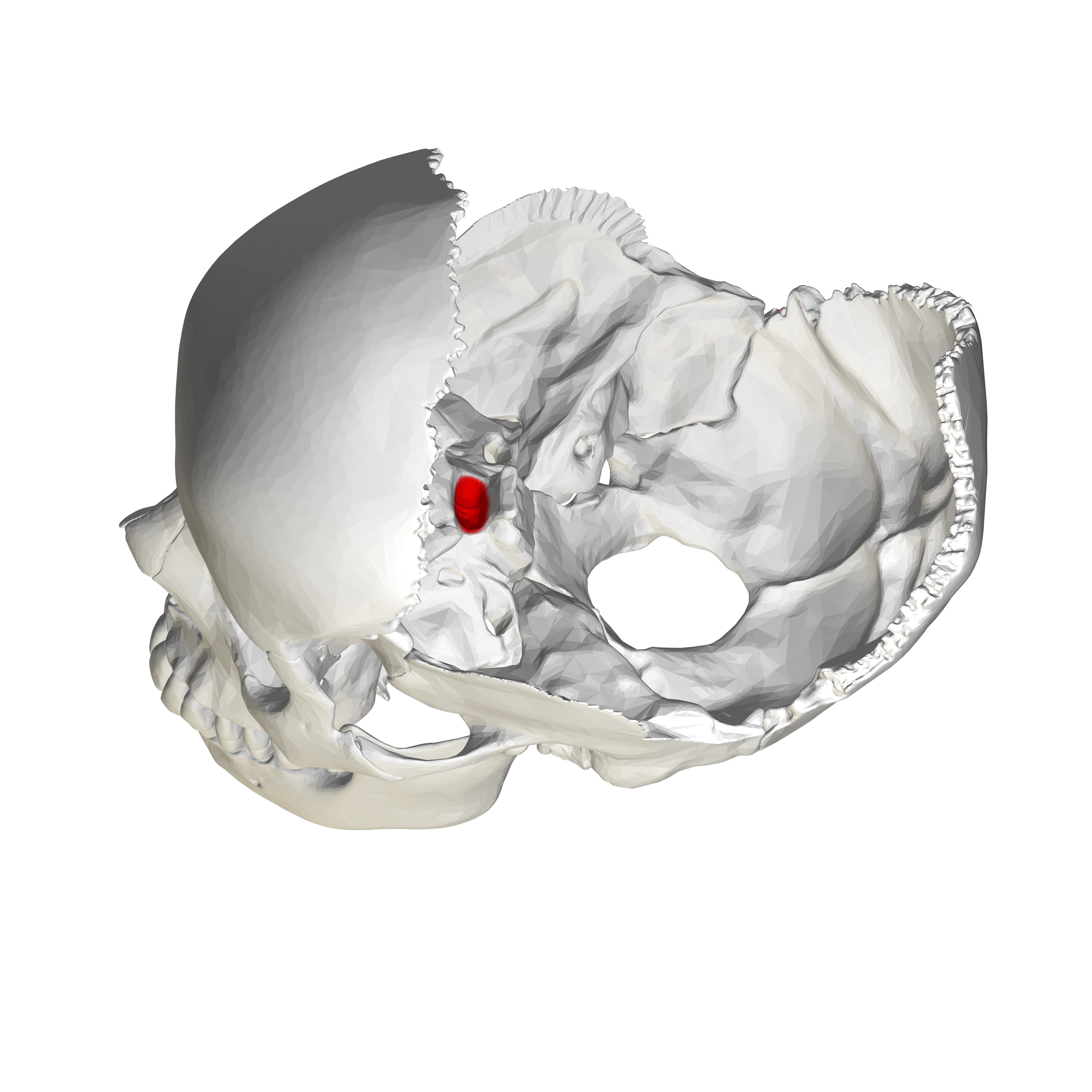
تظهر الحفرة النخامية بلون أحمر.
صورة العظم الوتدي، وتظهر الحفرة النخامية بلون أحمر.
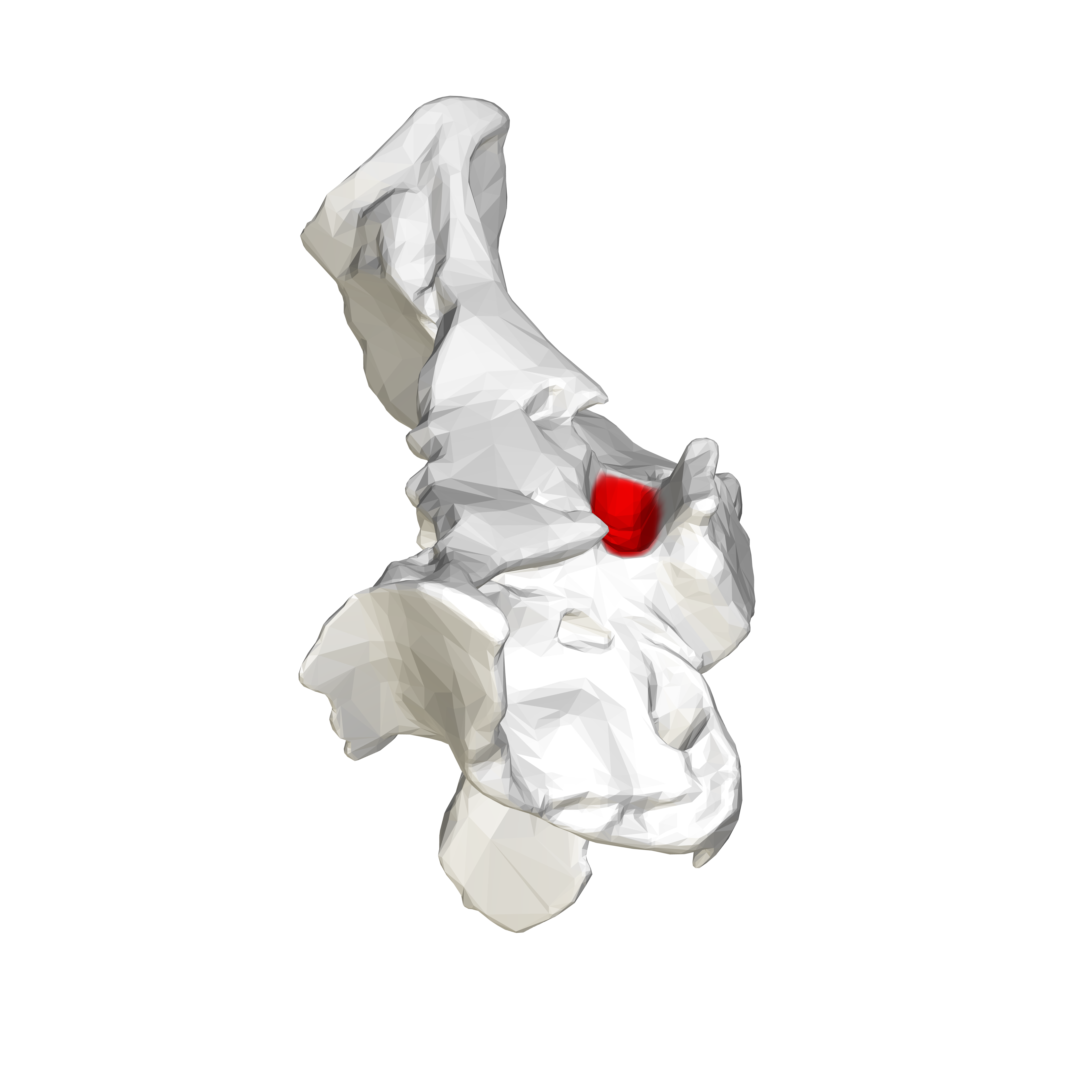
تظهر الحفرة النخامية بلون أحمر.
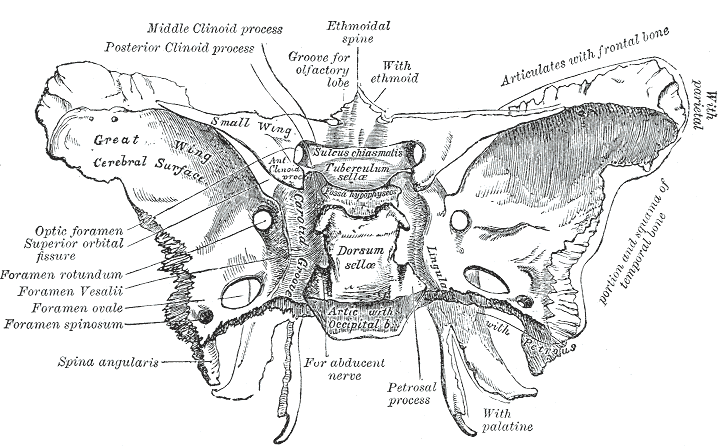
السطح العلوي للعظم الوتدي. (يمكن مشاهدة الحفرة النخامية في الوسط.)